# Veronica copelandii
Veronica copelandii är en grobladsväxtart som beskrevs av Eastwood. Veronica copelandii ingår i släktet veronikor, och familjen grobladsväxter. Inga underarter finns listade i Catalogue of Life.